# یان دونبوین
یان دونبوین (انگلیسی: Ian Dunbavin؛ زادهٔ ۲۷ مهٔ ۱۹۸۰) بازیکن فوتبال اهل بریتانیا است.
از باشگاه‌هایی که در آن بازی کرده‌است می‌توان به باشگاه فوتبال مورکم، باشگاه فوتبال آکرینگتون استنلی، باشگاه فوتبال لیورپول، باشگاه فوتبال شروزبری تاون، و باشگاه فوتبال چسترفیلد اشاره کرد.